# The Panic Broadcast
The Panic Broadcast è l'ottavo album in studio del gruppo melodic death metal svedese Soilwork, pubblicato il 2 luglio del 2010 in Europa ed il 13 luglio del medesimo anno in Nord America.
L'album è segnato dal ritorno dopo diversi anni di Peter Wichers, chitarrista originale dei Soilwork nonché fondatore della band, il quale si è assunto anche il ruolo di produttore dell'album. Il disco è caratterizzato anche dal debutto del nuovo chitarrista ritmico Sylvain Coudret. Il missaggio delle tracce è stato eseguito da Jens Bogren.
Secondo il "Nielsen SoundScan", un sistema di rilevamento delle vendite, The Panic Broadcast ha venduto circa 5 257 copie nella prima settimana dopo la commercializzazione negli Stati Uniti. L'album ha debuttato alla posizione n°88 nella classifica di Billboard 200, il che lo rende il disco meglio classificato dell'intera carriera dei Soilwork.

## L'album
In un'intervista con SuicideGirls.com, il chitarrista Wichers aveva parlato di quale direzione musicale la band avrebbe potuto prendere con il suo nuovo album. Egli ha detto: "Abbiamo parlato di prendere magari un approccio un po' diverso per il prossimo disco. Essendo io e Sylvain rientrati nella band, penso che intenderemo forse cercar di far qualcosa che potrebbe essere un po' più tecnico. Vogliamo mantenere l'elemento del ritornello orecchiabile, ma allo stesso tempo inseriremo magari un po' più assoli di chitarra rispetto a Sworn to a Great Divide e permetteremo a Dirk di ottenere più spazio sul disco con la batteria. Questa era una delle cose che credo mancava un po' a Sworn to a Great Divide. È un buon disco ma penso che con musicisti di un tale talento il prossimo album ha certamente bisogno di avere una maggiore performance". Peter Wichers ha anche dichiarato che questo album avrebbe avuto più elementi blues degli album precedenti e persino detto che uno dei riff di The Thrill è stato ispirato da un riff bluegrass.
La band è tornata in studio all'inizio del 2010 per scrivere e registrare il nuovo album. Secondo quanto dichiarato dal cantante Björn "Speed" Strid il 22 gennaio di quell'anno nel suo blog in MySpace, il nuovo lavoro si sarebbe intitolato The Panic Broadcast; inoltre sarebbero stati inclusi più assoli di chitarra elettrica, riff tecnicamente audaci, parti vocali sia cantate che in screaming, tastiere "progressive" ed una notevole prestazione da parte del batterista.
"Speed" ha confermato il 18 febbraio del 2010 che le parti di batteria dell'album erano già state registrate. Ha inoltre confermato i nomi di 6 dei 10 brani:
- The Thrill;
- Late for the Kill, Early for the Slaughter;
- The Akuma Afterglow;
- Let This River Flow;
- Where Angels Fear to Tread;
- Two Lives Worth of Reckoning.

La tracklist al completo è stata rivelata l'8 aprile.
Il 17 maggio del 2010, la band ha pubblicato Two Lives Worth of Reckoning sul loro MySpace. L'album è stato infine pubblicato il 2 luglio del 2010 in Europa, ed il 13 luglio in Nord America.
Sono state distribuite quattro edizioni dell'album: la pubblicazione standard comprende dieci canzoni; la versione "Limited Edition" include 11 brani con un DVD bonus; la versione giapponese ha invece 13 tracce con DVD; infine la "Nuclear Blast Mailorder" contiene 12 brani con DVD. Le varie edizioni del disco possono comprendere un remix di Thomas "Drop" Betrisey dei Sybreed, e la traccia 12 potrà essere un remixaggio di Distance eseguito da "Drop" o la versione del 2010 di Sadistic Lullaby.

## Tracce
1. Late for the Kill, Early for the Slaughter - 4:09
2. Two Lives Worth of Reckoning - 4:56
3. The Thrill - 4:33
4. Deliverance Is Mine - 3:50
5. Night Comes Clean - 5:12
6. King of the Threshold - 4:57
7. Let This River Flow - 5:20
8. Epitome - 4:44
9. The Akuma Afterglow - 4:29
10. Enter Dog of Pavlov - 5:36

### Bonus Tracks
1. Sweet Demise (Limited Edition) - 4:09
2. Sadistic Lullaby (2010 Version) - 2:58
3. Distance (Drop's Electrip Enhancement) (Nuclear Blast Mailorder Edition) - 5:16
4. The Crestfallen (Drop's Syber Revision) (Japanese Limited Edition) - 4:38

## Accoglienza
Varie recensioni testimoniano diversi pareri riguardo quest'album. Sul sito The NewReview l'album è stato valutato col voto di 4/5. Sul sito TrueMetal.it, gli è stato dato voto 60/100, definendolo "un disco, The Panic Broadcast, che nasce, probabilmente, con l'intenzione di accontentare i fan di vecchia data, senza comunque dimenticare chi segue il nuovo corso della band. Il risultato non è certo dei migliori, visto soprattutto un "cambio" di rotta a malapena percettibile e che lascia spazio ad una serie di brani piuttosto scontati che, certo, potranno far felice il neofita di turno, ma che saranno sicuramente tralasciati dalla restante (e alta) percentuale di ascoltatori".
Su Metalitalia.com il disco è stato votato con un 6,5 riflettendo sulla differenza tra i primi lavori dei Soilwork, molto più "Death" degli ultimi album: "Chi ha apprezzato la svolta melodica dei Soilwork avrà di che divertirsi con The Panic Broadcast [...] mentre chi segue la band sin dagli esordi ascoltando qualche ritornello e constatando l'abisso sempre più profondo con le sonorità della prima ora verrà tormentato da un atroce dubbio: ma siamo sicuri che siano gli stessi di Chainheart Machine? In attesa di una risposta, archiviamo fra soldi ed evoluzione un disco ampiamente sopra la sufficienza che si colloca con dignità all'interno della discografia dei Soilwork".
Recensione più positiva ed incoraggiante su www.groovebox.it, che valuta il disco con un 6/7 ed apre il discorso affermando che "dopo il poco convincente ed eccessivamente smieloso Sworn To A Great Divide i Soilwork tornano alla carica con il nuovo The Panic Broadcast, un album che mantiene le inclinazioni melodiche del suo predecessore ma con una ritrovata aggressività in chiave chitarristica, con nuove soluzioni thrash che grazie ai tanti assoli e riff taglienti riportano a galla una band che pareva ormai in crisi compositiva, schiacciata dal successo degli In Flames e delle tante band metalcore".
Su Rockline.it è stato votato con un 70/100 mentre su Metallized.it gli è stato dato il voto fiducioso di 86/100, apprezzando, a detta del recensore, il ritrovamento di un equilibrio tra le varie influenze stilistiche del gruppo, oltre il ritorno di un melodeath metal evoluto e trasformato rispetto al sound svedese precedente l'ondata americana metalcore del nuovo secolo.

### Posizioni in classifica
| Classifica          | Massima posizione raggiunta | Vendite nella prima settimana |
| Billboard 200       | 88                          | 5257 copie                    |
| German Albums Chart | 24                          | Ignoto                        |

## Formazione
- Björn "Speed" Strid - voce
- Peter Wichers - chitarra
- Sylvain Coudret - chitarra
- Sven Karlsson - tastiere
- Ola Flink - basso
- Dirk Verbeuren - batteria

### Altri
- Peter Wichers - ingegnere acustico, produttore
- Jens Bogren - missaggio